# Tour de Trump

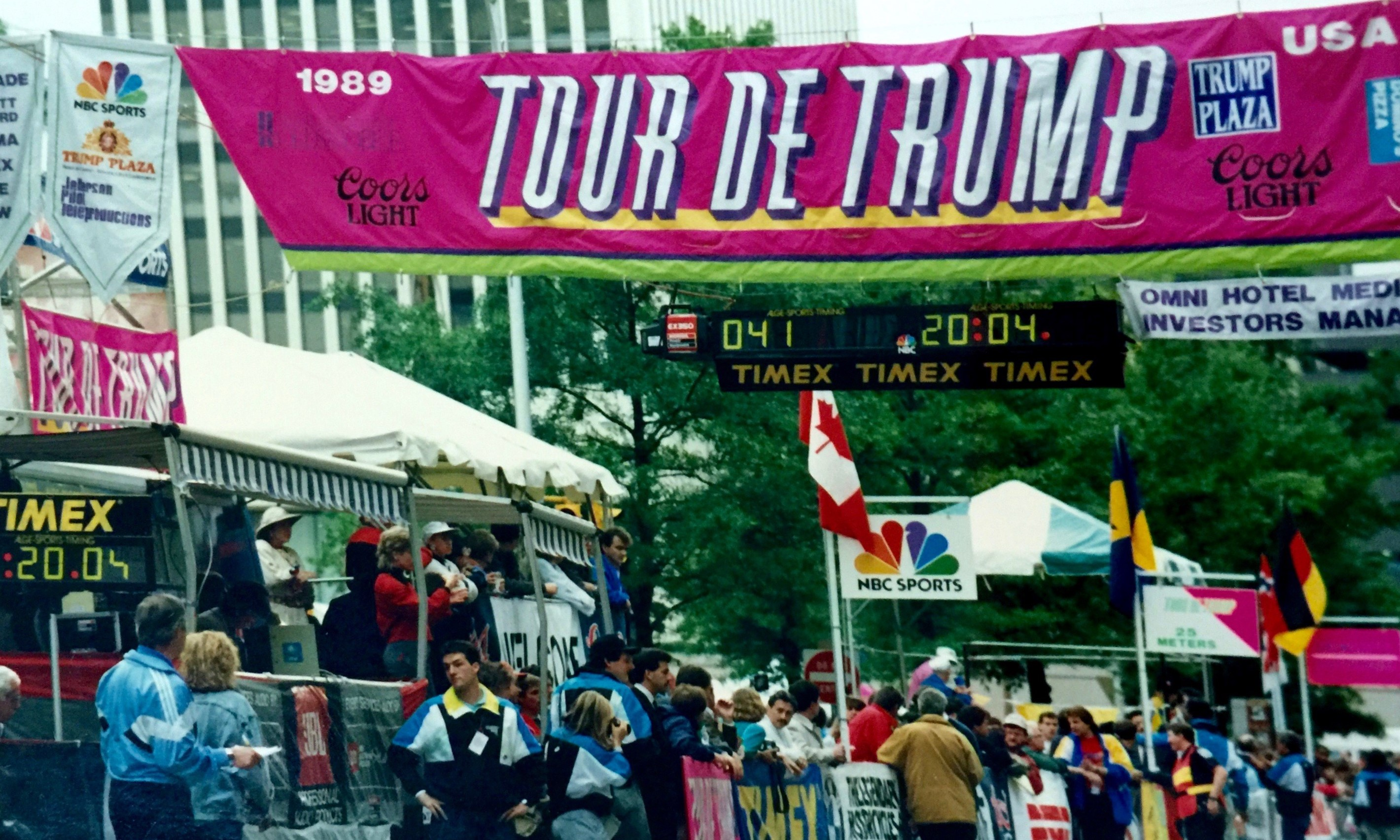
Tour de Trump 1989 in Richmond

Die Tour de Trump war ein Etappenrennen im Straßenradsport für Männer in den USA, das in den Jahren 1989 und 1990 ausgetragen wurde.

## Vorgeschichte
1988 kam der junge Sportreporter John Tesh, später bekannt als Pop-Komponist, von der Tour de France in die USA zurück und brachte seinen Kollegen Billy Packer auf die Idee, ein Radrennen dieser Art auch dort zu veranstalten. Packer konnte den Unternehmer Donald Trump von diesem Vorhaben überzeugen, der zusagte, es mit 750.000 Dollar zu unterstützen.
Packer schlug den Namen Tour de Trump vor. Als Medienpartner wurde der Sender NBC gewonnen, dem Trump in einem Interview erklärte: „Dieses Rennen wird so groß wie die Tour de France.“ Sportlicher Leiter wurde Mike Plant, späterer Präsident des US-amerikanischen Radsportverbandes USA Cycling.

## Erste Austragung
1989 wurde die erste Tour de Trump, die über zehn Etappen ging, in Albany gestartet und endete mit einem Einzelzeitfahren mit ankunftZiel vor einem Trump-Hotel in Atlantic City. Am Start waren 19 Mannschaften, acht Profi- und elf Amateurmannschaften mit Sportlern aus 15 Ländern. Das Rennen umfasste sechs Straßenrennen, ein Rundstreckenrennen und ein Kriterium. Der Fahrer mit der geringsten Gesamtzeit nach 837 Meilen erhielt 50.000 Dollar für den ersten Platz.

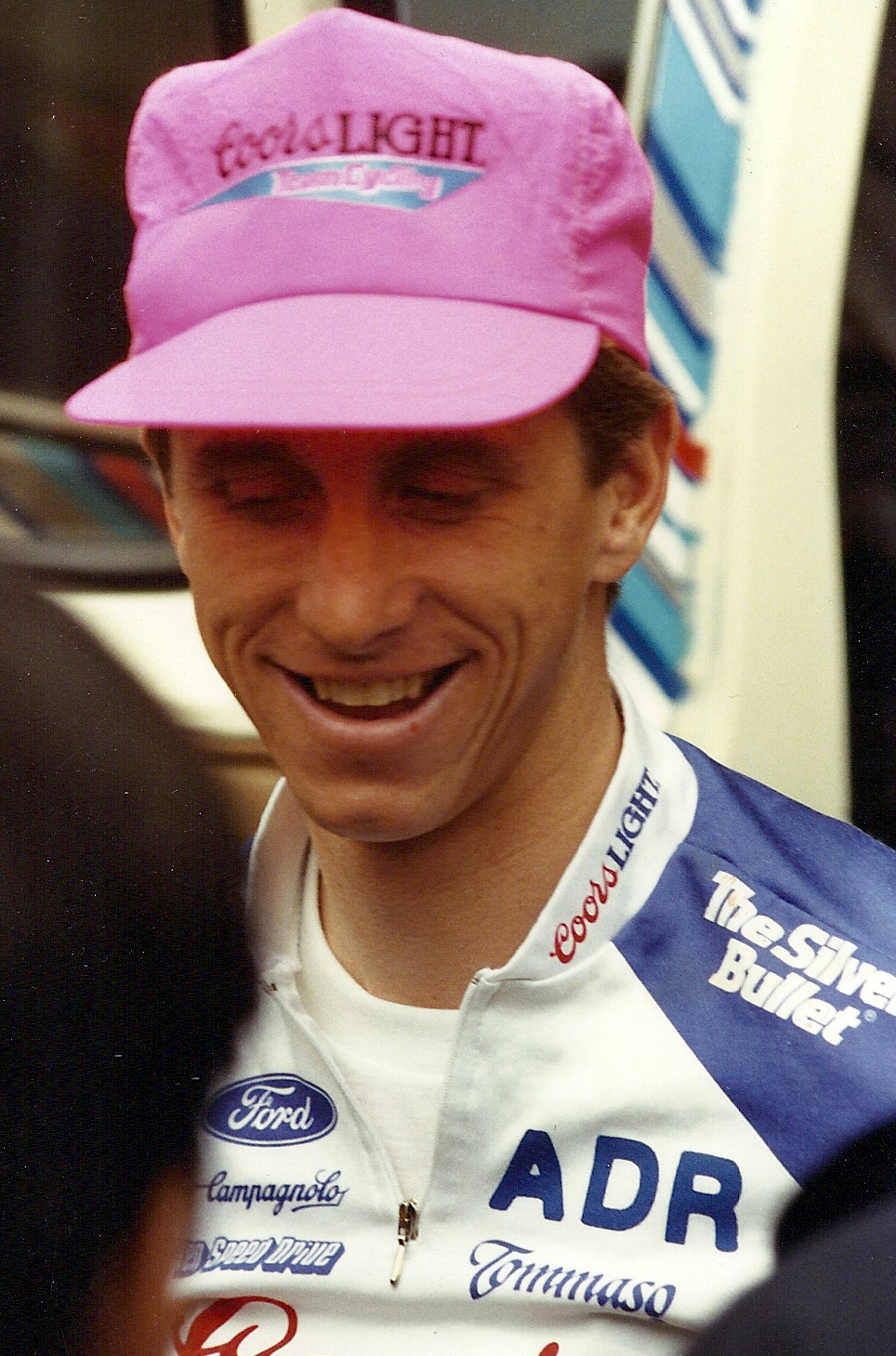
Der Fahrer Greg LeMond bei der ersten Tour de Trump 1989

Unter den Startern war der heimische Fahrer Greg LeMond, der 1986 als erster US-Amerikaner die Tour de France gewonnen hatte. Er fuhr für das Team 7-Eleven, das seinerseits das erste US-amerikanische Profiteam im Radsport war. Ein weiterer prominenter amerikanischer Fahrer war Andrew Hampsten, der im Jahr zuvor den Giro d’Italia gewonnen hatte.
Auf der ersten Etappe blockierten Trump-Gegner die Straße; sie trugen Transparente mit Aufschriften wie „Hungry? Eat the Rich“, „Trump = Lord of the Flies“, „Trump = Anti-Christ“. und „Fight Trumpism“. Trumps Anwälte versandten eine Abmahnung an die Veranstalter eines Radrennens in Aspen, das im Vorjahr erstmals ausgetragen worden war und den Namen Tour de Rump trug. Dessen Veranstalter beriefen sich darauf, dass es sich um ein lokales Radrennen für Amateure handele. Trumps Anwälte ließen nichts mehr von sich hören; die Tour de Rump gibt es noch heute (Stand 2019).
Die Organisatoren der Tour de Trump hatten zwar den Termin der Tour de France in ihre Planung miteinbezogen, jedoch nicht bedacht, dass der Renntermin vom 5. bis 14. Mai 1989 mit denen von Giro d’Italia und Vuelta a España kollidierte. Aus diesem Grund traten viele Stars aus Italien und Spanien nicht bei dem Rennen an, obwohl der Sponsor Trump mit insgesamt 250.000 US-Dollar Preisgeld lockte. Das Rennen soll damals das am zweithöchsten dotierte Radrennen der Welt nach der Tour de France gewesen sein.
Die erste Austragung der Tour de Trump gewann der Norweger Dag Otto Lauritzen; LeMond, in den man große Hoffnung gesetzt hatte, wurde 27., Hampsten kam noch weiter abgeschlagen ins Ziel. Lauritzen verteidigte seine Führung im abschließenden Zeitfahren gegen den favorisierten Eric Vanderaerden. Ihm kam dabei der erste dokumentierte Renneinsatz eines Zeitfahrlenkers ebenso zugute wie die Tatsache, dass Vanderaerden durch ein Begleitmotorrad fehlgeleitet wurde und erst nach 300 Metern umkehrte. Trump sprach von über einer Million Zuschauern der Abschlussetappe, während seriöse Quellen von etwa 10.000 Zuschauern berichteten. Ein Reporter von Sports Illustrated bemerkte hierzu, Vanderaerden hätte die Strecke wohl nicht verlassen, wenn mehr Zuschauer am Streckenrand gewesen wären.

## Zweite Austragung
Die zweite Austragung im Jahre 1990 ging über 13 Etappen; am Start waren mehrheitlich Amateurteams, da das Rennen noch nicht in den Profi-Kalender eingetragen war. Als Packer den Bürgermeister von Baltimore und den Gouverneur von Maryland um die Durchfahrtgenehmigung für das Rennen bat, machten diese wiederum ihre Zustimmung von der des örtlichen Pferderennen-Veranstalters Joe De Francis abhängig. Dieser machte zur Bedingung, dass die Trump-Yacht Trump Princess, zuvor im Besitz des Waffenhändlers Adnan Kashoggi, während der Durchfahrt des Rennens im Hafen von Baltimore liegen müsse. Erst nachdem Trump dies zusagte, wurde die Zustimmung erteilt.
Nach dem Rennen nahm Trump die Rennfahrer mit auf die Trump Princess, wo die Sportler von Deck aus einer begeisterten Masse zuwinkten. Wie die Washington Post damals berichtete, äußerte Trump den Wunsch, sich ein Fahrrad zu kaufen und auch Radsportler zu werden: „Look at their bodies.“ Während ihm der Belgier Eric Vanderaerden sein Rad zum Kauf anbot, schlug der US-Amerikaner Davis Phinney einen Tausch Yacht gegen Rad vor.
Sieger dieser zweiten Austragung war der Mexikaner Raúl Alcalá; der Deutsche Olaf Ludwig gewann die Punktewertung.
Anschließend stieg der Sponsor Donald Trump aus, wahrscheinlich war eine finanzielle Schieflage seines Firmenimperiums der Grund. Das Rennen selbst wurde unter dem Namen Tour DuPont noch bis 1996 fortgeführt.

## Palmarès
| Jahr | Sieger             | Zweiter         | Dritter           | Mannschaft   |
| 1989 | Dag Otto Lauritzen | Henk Lubberding | Eric Vanderaerden | 7-Eleven     |
| 1990 | Raúl Alcalá        | Atle Kvålsvoll  | Erik Breukink     | PDM-Concorde |